# PO (雑誌)
『PO』（ポー）とは、竹林館が発行する日本の文芸誌。「詩」を掲載する季刊発行の「総合詩雑誌」（商業誌）。1974年創刊。

## 概要
1974年1月に、大阪の詩人：水口洋治により創刊された。第1号から第5号までは、半年ほどの間隔での不定期発行としての形態であったが、第6号から季刊となり、定期刊行を行う。
水口洋治の立ち上げた「詩を朗読する詩人の会『風』」の会員の交流雑誌として、関西圏を中心に詩の愛好雑誌として普及してゆく。更に日本現代詩人会を通して日本全国への普及が為される。1994年、関西詩人協会の設立で、安定した購読者層を得て、雑誌継続が続く。2022年5月夏まで 185号を数え、刊行継続中。

## 主な執筆者
- 吉田定一
- 中島省吾(あたるしましょうご中島省吾)
- 西田純
- 山本由美子
- 小川和佑
- 奥村和子
- 吉田義昭
- 阿部茂
- 森修
- 薬師川虹一
- 山田兼士
- 佐相憲一
- 島田陽子
- 新川和江
- 高階杞一
- 村田辰夫
- 今井豊
- 中村不二夫
- 一色真理
- 以倉紘平
- 青木はるみ
- 青木由弥子
- 左子真由美
- 水口洋治

## 書誌情報
- 『Po : 総合詩誌 第171号2018年冬号』2018年11月20日、ISBN 978-4-86000-399-9
- 『Po : 総合詩誌 第172号2019年春号』2019年2月20日、ISBN 978-4-86000-406-4
- 『Po : 総合詩誌 第173号2019年夏号』2019年5月20日、ISBN 978-4-86000-412-5
- 『Po : 総合詩誌 第174号2019年秋号』2019年8月20日、ISBN 978-4-86000-417-0
- 『Po : 総合詩誌 第175号2019年冬号』2019年11月20日、ISBN 978-4-86000-424-8
- 『Po : 総合詩誌 第176号2020年春号』2020年2月20日、ISBN 978-4-86000-428-6
- 『Po : 総合詩誌 第177号2020年夏号』2020年5月20日、ISBN 978-4-86000-433-0
- 『Po : 総合詩誌 第178号2020年秋号』2020年8月20日、ISBN 978-4-86000-437-8
- 『Po : 総合詩誌 第179号2020年冬号』2020年11月20日、ISBN 978-4-86000-443-9
- 『Po : 総合詩誌 第180号2021年春号』2021年2月20日、ISBN 978-4-86000-444-6
- 『Po : 総合詩誌 第181号2021年夏号』2021年5月20日、ISBN 978-4-86000-452-1
- 『Po : 総合詩誌 第182号2021年秋号』2021年8月20日、ISBN 978-4-86000-458-3
- 『Po : 総合詩誌 第183号2021年冬号』2021年11月20日、ISBN 978-4-86000-463-7
- 『Po : 総合詩誌 第184号2022年春号』2022年2月20日、ISBN 978-4-86000-470-5
- 『Po : 総合詩誌 第185号2022年夏号』2022年5月20日、ISBN 978-4-86000-473-6